# Позднєєв Микола Матвійович
Позднєєв Микола Матвійович (28 вересня 1930 , Ленінград  — 10 червня 1978 , Ленінград ) — радянський художник, живописець, член Ленінградської організації Спілки художників РРФСР .

## Біографія
Народився 28 вересня 1930 року у Ленінграді. Його батько, який походив із духовного стану, здобув університетську освіту та викладав у Ленінградському інституті інженерів залізничного транспорту . Прадідом художника по батьківській лінії був протоієрей Стрітенської церкви в Орлі Матвій Автономович Позднєєв. Також Микола Позднєєв доводився племінником відомим ученим-сходознавцям, професорам Петербурзького університету братам А. М. Позднєєву та Д. М. Позднєєву.
Сім'я майбутнього художника займала квартиру в будинку № 90 на Невському проспекті між Ливарним проспектом та вулицею Маяковського . Маленький Коля з батьками бував у гостях у дядька Д. М. Позднєєва, який жив неподалік Фонтанки у знаменитому «толстовському» будинку Ф. Лідваля. Сестра Д. М. Позднєєва Софія Матвіївна була одружена з протоієреєм Петром Булгаковим, який був дядьком письменнику М. А. Булгакову. Під час відвідин Ленінграда Михайло Булгаков зупинявся у своїх родичів. Існує версія, згідно з якою господар квартири професор-сходознавець Д. М. Позднєєв послужив для знаменитого письменника одним із прообразів Воланда, а його квартира № 660 одним із прообразів «недоброї квартири», описаної в романі «Майстер і Маргарита» .
Після початку Великої Вітчизняної війни Позднєєв з матір'ю та старшою сестрою був евакуйований на Урал у село Ножівка Єлівського району Молотівської області, де залишався до звільнення Ленінграда від ворожої блокади . Після повернення з евакуації Позднєєв вступив до Середньої художньої школи (СХШ) при Всеросійській Академії мистецтв. СХШ розташовувалась тоді на третьому поверсі будівлі Академії мистецтв, більшу частину якої займав Інститут живопису, скульптури та архітектури імені І. І. е. Рєпіна. Вчителями Позднєєва були відомі освітяни Ст. А. Горба та М. Д. Бернштейн, а його товаришами по навчанню по школі стали відомі в майбутньому художники І. В. З. Глазунів, Еге. Я. Виржиковський, Ст. З. Саксон, е. Д. Мальцев, А. З. Стовпів, П. р. Кіпарісів, І. р. Бройдо, Ю. Ст. Бєлов, З. П. Аршакуні та інші .
В 1950 Позднєєв закінчив СХШ і влітку того ж року був прийнятий на перший курс мальовничого факультету ЛІЖСА імені І. Є. Рєпіна, де продовжив навчання у педагогів А. А. Деблера, І. П. Степашкіна, Є. Табакової, А. Мильникова, В. Анісовича. У 1956 році Позднєєв закінчив інститут майстерні професора Віктора Орєшникова з присвоєнням кваліфікації художника живопису . Його дипломною роботою стала картина «Зі школи», яка поєднала елементи пейзажу та побутового жанру та присвячена дітям сучасного села. Написана вільно, без повчань і дидактики, з підкресленою увагою до передачі дитячих характерів, картина малює зграйку сільських хлопців, які повертаються зі школи і ведуть дорогою невимушену розмову. Робота знаходиться у зборах Псковської картинної галереї . Відомий її ранній авторський варіант, що зберігається у приватних зборах .
В одному випуску з Позднєєвим інститут закінчили Сергій Буров, Леніна Гулей, Муза Дегтярьова (Оленева), Енгельс Козлов, Ярослав Крестовський, Олексій Кудрявцев, Шая Меламуд, Петро Назаров, Анатолій Ненартович, Юрій Опарін, Василь Орєшкін, Всеволод Петров- Маслаков, Леонід Фокін, Захар Хачатрян та інші молоді художники, які згодом стали відомими живописцями .
Після інституту Позднєєв пише картини за договорами із Художнім фондом. Одночасно працює творчо, пробуючи себе у різних жанрах. З 1956 бере участь у виставках. Вже перші показані самостійні роботи, привезені з Академічної дачі, звернули на себе увагу самобутньою манерою листа і особливим баченням кольору. У 1957 році за серію пейзажів «Взимку», «Човни», «На Онєзі» (всі 1957), показаних на Ювілейній Всесоюзній художній виставці в Москві, Позднєєв був удостоєний диплома другого ступеня Міністерства культури РРФСР. Цього ж року його приймають до членів Ленінградської Спілки художників .
У 1950—1970 роки Микола Позднєєв здійснює поїздки в Кандалакшу, Уралом і річкою Чусовою, Вяткою, працює в будинках творчості художників Гарячий Ключ, Стара Ладога, Академічна дача. Але найтісніше його творча доля була пов'язана з мальовничими околицями Вишнього Волочка, селом Мале Містечко, де жила родина його дружини Віри Василівни, з розташованими по сусідству селами Поділ, Нове та Старе Котчище, Валентинівка, Кишарине. Тут щорічно працює з кінця 1950-х років. Річка Мста і озеро Мстино, що розкинулися на його берегах села — тут він не тільки писав свої численні етюди і картини, а й знаходив живе творче спілкування з близькими по поглядах на мистецтво художниками — москвичами і ленінградцями, які в багатьох заселили ці місця190. роки.
Микола Матвійович Позднєєв помер 10 червня 1978 року в Ленінграді внаслідок нещасного випадку на сорок восьмому році життя. Його твори знаходяться в Державному Російському музеї, в музеях та приватних зборах у Росії, Великобританії, США, Японії, Німеччині та інших країнах.
Серед його творів кінця 1960-х і 1970-х років роботи «Червоне каміння», «Перед путіною», «Причал у Кандалакші», «На кухні» (усі 1967), «У майстерні», «Чаювання» (1969), «Будинок біля моря» (1970), «Натюрморт з цибулею», «Натюрморт. Овочі» (1971), «Дома» (1972), «Весняний етюд» (1973), «Дома», «Зимовий пейзаж» (обидві 1975), «Баренцеве море», «На сопці (метеостанція)» (обидві 1977).